# Timo Scheider
Timo Scheider (Lahnstein, 10 de novembro de 1978) é um automobilista alemão.

## Carreira

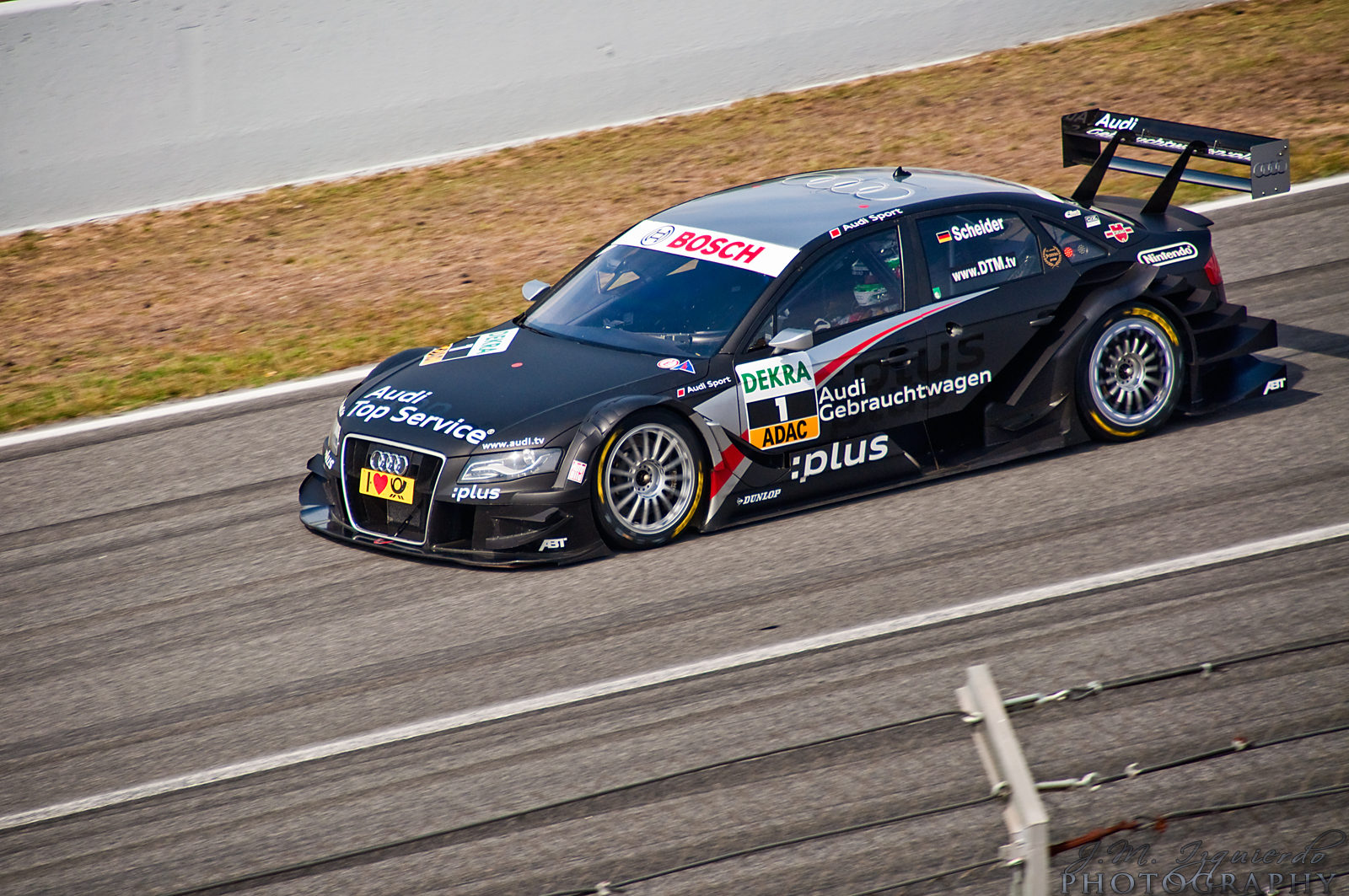
Timo Scheider na DTM em 2009.

Disputou a DTM entre os anos de 2000 a 2016. Em 2008 e 2009, Scheider foi campeão da Deutsche Tourenwagen Masters. Competiu na A1 Grand Prix em 2005 e 2006 e no Campeonato Mundial de Rallycross entre 2015 e 2018.